# Miss Euro
Miss Euro je soutěž krásy. Vítězka soutěže je nejkrásnější dívka evropského šampionátu v kopané. Vítězka šampionátu vystupuje při různých zápasech Eura. Počet kandidátek odpovídá tomu, kolik zemí se mistrovství účastní.

## Schema soutěže
- Kandidátky musí být narozené v zemi, kterou reprezentují nebo prokázat státní občanství té dané země.
- Musí jim být minimálně 18 let a maximálně 25 let.
- Soutěží ve třech kategoriích a to:

1. přehlídka na molu v dresu národního fotbalového mužstva,
2. přehlídka ve večerních šatech,
3. promenáda v plavkách.

- Vítězka získá kromě titulu "Miss Euro" i cenu 5 000 eur (přibližně 120 000 Kč) a další hodnotné ceny.

## Vítězky soutěže
| rok  | Vítězka              | Země  | I. vicemiss       | Země    | II. vicemiss        | Země    | Datum konání    | Místo konání             | Počet finalistek |
| ---- | -------------------- | ----- | ----------------- | ------- | ------------------- | ------- | --------------- | ------------------------ | ---------------- |
| 2008 | Dominika Hužvárová   | Česko | Filiz Heilmannová | Turecko | Mariola Shanabajová | Německo | 31. květen 2008 | Europa-Park Rust v Rustu | 16               |
| 2012 | Natalie Prokopenková | Rusko | Lucie Klukavá     | Česko   | Maureen Wehmerová   | Dánsko  | 27. květen 2012 | Europa-Park Rust v Rustu |                  |

## Úspěchy českých dívek
| Ročník         | jméno a příjmení   | umístění    |
| -------------- | ------------------ | ----------- |
| Miss Euro 2008 | Dominika Hužvárová | vítězka     |
| Miss Euro 2012 | Lucie Klukavá      | I. vicemiss |